# Refugio de Góriz
El refugio de Góriz es un refugio de montaña a 2200 metros de altitud en la cara sur del macizo de Monte Perdido (Pirineos, España). 
Administrativamente está situado dentro del término municipal de Fanlo, en la comarca del Sobrarbe, en la provincia de Huesca en la Comunidad Autónoma de Aragón.
Está adscrito a la Federación Aragonesa de Montañismo, y suele ser el punto de partida de las ascensiones al Monte Perdido por la cara sur.

## Historia
El refugio original de Góriz fue construido en 1923 por la recientemente creada Federación Española de Alpinismo, y por iniciativa y dirección de la Real Sociedad Española de Alpinismo Peñalara en su plan de construcción de refugios en las montañas españolas, una demanda de la creciente actividad montañera que se iniciaba en aquellos años. 

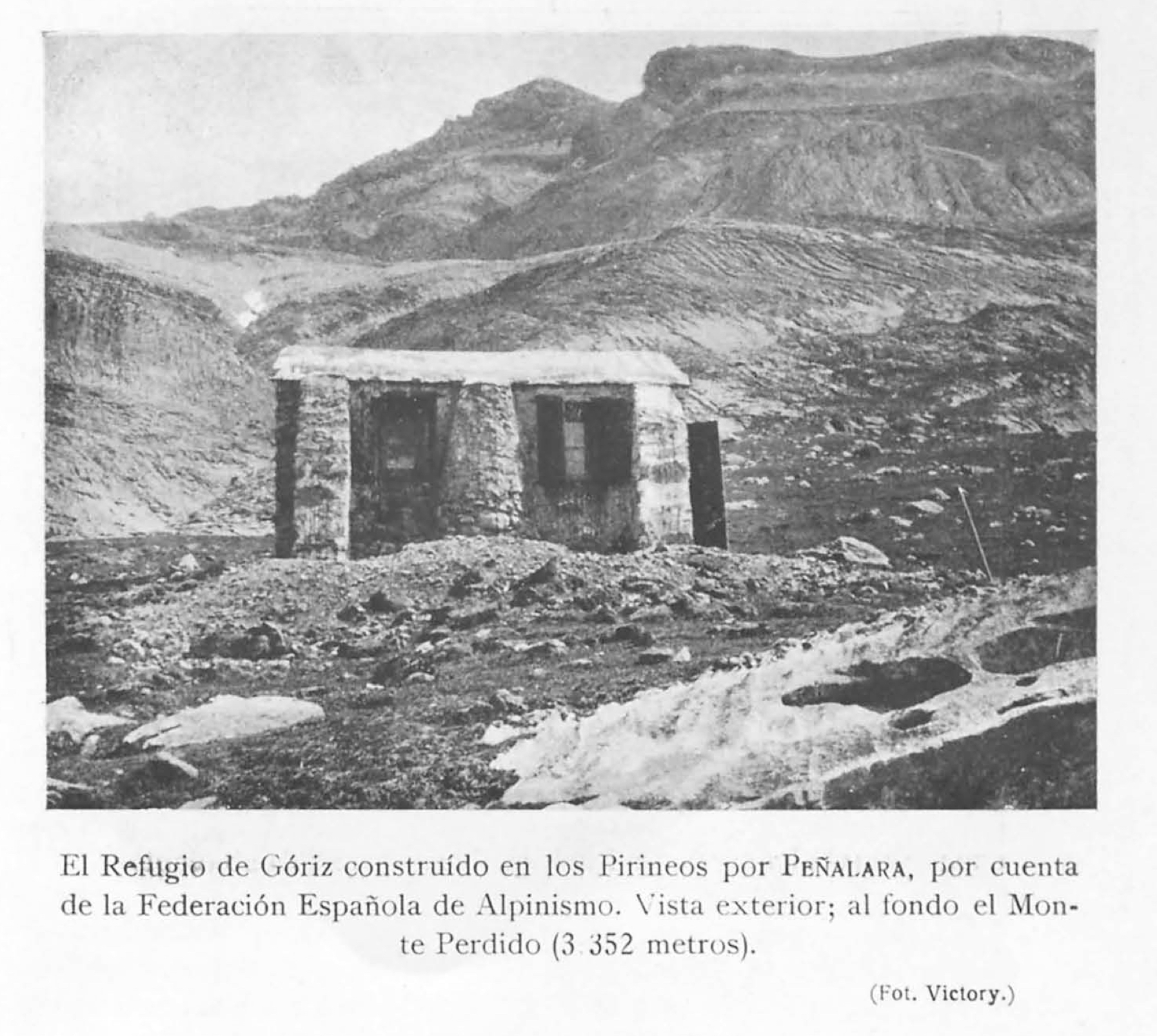
Refugio primigenio de Góriz

En 1963 sufrió una profunda remodelación y ampliación que le dio el aspecto que tiene hoy.
Es el refugio más demandado y visitado del Pirineo español. En el año 2019 contabilizó más de 12.000 pernoctaciones.

## Acceso
El acceso al refugio se efectúa remontando todo el valle de Ordesa. Es uno de los refugios más transitados de los Pirineos, adonde también se llega desde el Norte por la Brecha de Rolando.
Posee una estación meteorológica de la Agencia Estatal de Meteorología (AEMET), y diariamente se pueden consultar sus datos del parte NIMET, previo pago. 

## Descripción
El refugio está en buenas condiciones, y posee 72 plazas. Tiene servicios de: agua corriente, duchas e inodoros en el exterior, bar y servicio de comidas, mantas, cocinas, bar, taquillas, calzado de descanso, teléfono y sistema de telecomunicaciones para socorro. Además, está guardado todo el año y tiene 4 guardas de refugio contratados. El refugio está gestionado por la Federación Aragonesa de Montañismo - o FAM-.